# Studánka U Olší
Studánka U Olší nazývaná také Prameniště U Olší se nachází v Přírodní rezervaci Přemyšov v katastru obce Polanka nad Odrou v Ostravě v Moravské bráně v Moravskoslezském kraji. Studánka je cele zakrytá a umístěná v betonové skruži. Ve svahu pod skružemi voda prosakuje a tvoří prameniště. Studánka je jedním z početných vodních zdrojů mokřadů v Přírodní rezervaci Přemyšov.

## Další informace
V blízkém okolí se také nacházejí další udržované i neudržované studánky, např. Studánka svatého Jana.